# Wioletta Jedlecka
Wioletta Jedlecka – polska prawnik, dr hab. nauk prawnych, profesor uczelni Katedry Teorii i Filozofii Prawa oraz prodziekan Wydziału Prawa, Administracji i Ekonomii Uniwersytetu Wrocławskiego.

## Życiorys
18 czerwca 2001 obroniła pracę doktorską Dyrektywy Unii Europejskiej a prawo wewnętrzne w orzecznictwie Trybunału Sprawiedliwości, 23 marca 2015 habilitowała się na podstawie pracy zatytułowanej Legitymizacja prawa Unii Europejskiej. Legitymizacja demokratyczna czy cywilizacyjna?. Jest członkiem Rady Dyscypliny Naukowej – Nauk Prawnych oraz Ekonomii i Finansów Uniwersytetu Wrocławskiego.
Awansowała na stanowisko profesora uczelni w Katedrze Teorii i Filozofii Prawa oraz prodziekana na Wydziale Prawa, Administracji i Ekonomii Uniwersytetu Wrocławskiego.